# Naturkosmetik
Als Naturkosmetik werden Kosmetika bezeichnet, deren Inhaltsstoffe überwiegend natürlichen Ursprungs sind. Obwohl der Begriff nicht einheitlich und gesetzlich definiert ist, sind bei Naturkosmetik bestimmte Inhaltsstoffe wie Polyethylenglykol (PEG), Silikone, Parabene, synthetische Duftstoffe, Paraffine und andere Erdölprodukte in der Regel ausgeschlossen. Allerdings gibt es einige privatwirtschaftliche Naturkosmetiksiegel, die anhand eigener Kriterien Naturkosmetik definieren.

## Definitionen
Der Begriff Naturkosmetik ist bisher nicht eindeutig rechtlich definiert und geschützt. Im Jahr 1993 schlug das Bundesgesundheitsministerium eine Definition vor. Unter anderem enthielt diese eine Beschränkung der zugelassenen Konservierungsstoffe sowie die Forderung, dass alle verwendeten Rohstoffe „pflanzlichen, tierischen oder mineralischen Ursprungs“ sein sollten. In Österreich bildet das Österreichische Lebensmittelbuch die Definitionsgrundlage für Naturkosmetik.
Im Jahr 2000 legte auch der Europarat eine Definition vor. Die pflanzliche, tierische oder mineralische Rohstoffherkunft, die Vermeidung gesundheitsgefährdender Verunreinigungen und die Beschränkung der Verarbeitung auf physikalische, mikrobiologische und enzymatische Methoden bilden die Basis dieser Definition.
In Südkorea gibt es eine staatliche Zertifizierung für Naturkosmetik, wobei zwischen „natürlicher Kosmetik“ (천연화장품 Cheonyeon Hwajangpum) und „organischer Kosmetik“ (유기농화장품 Yuginong Hwajangpum) unterschieden wird. Beides ist zertifizierungsfähig durch Siegel des Ministeriums für Lebensmittel- und Medikamentensicherheit (engl. Ministry of Food and Drug Safety).

## Inhaltsstoffe
Die Inhaltsstoffe in Naturkosmetik sind meist pflanzlicher, teilweise auch mineralischer oder tierischer Herkunft. Die mengenmäßig wichtigsten Inhaltsstoffe sind Öle, Fette und Wachse wie Arganöl, Olivenöl, Sojaöl, Sheabutter, Kakaobutter oder Bienenwachs. Als Rohstoff für waschaktive Substanzen spielt zudem Zucker als Rohstoff eine wesentliche Rolle, fermentativ gewonnenes Ethanol kommt z. B. für Deodorants oder Parfums zum Einsatz. Daneben kommen verschiedenste ätherische Öle, Kräuterextrakte und Blütenwässer sowie natürliche Aromen zum Einsatz. Die Verwendung von Emulgatoren und Konservierungsstoffen bei Naturkosmetik ist in der Regel auf natürliche oder naturnahe Substanzen eingeschränkt. Bevorzugt sollen die Rohstoffe für Naturkosmetika aus kontrolliert biologischem Anbau oder Wildsammlung stammen, dies ist aber meist nicht Bedingung. In Naturkosmetik werden vorwiegend pflanzliche Tenside, meist Zucker- und Kokostenside, eingesetzt, die als hautfreundlicher gelten, aber eine geringere Waschkraft haben, als Tenside in herkömmlicher Kosmetik. Die meisten Labels werden außerdem nur für Produkte vergeben, bei denen keine Tierversuche, Gentechnik und ionisierende Strahlung zum Einsatz kommen.

## Private Standards und Zertifizierung
Verbände und Unternehmen entwickelten zur Kennzeichnung von Naturkosmetikprodukten eine Vielzahl von Systemen und Gütesiegeln, die sie meist auf Basis regelmäßigen Prüfungen vergeben. Die Prüfkriterien der verschiedenen Systeme unterscheiden sich deutlich, oft gehen sie über gesetzliche Bestimmungen hinaus. Je nach Organisation werden neben der Art der Rohstoffe auch Kriterien zu Anbau bzw. Gewinnung von Rohstoffen, Verarbeitungsmethoden sowie soziales und ökologisches Engagement der Unternehmen überprüft. Die Siegel befinden sich auf den Verpackungen von Naturkosmetikprodukten, was Verbrauchern die Kaufentscheidung erleichtern soll.
Nach Einschätzung des Rates für Nachhaltige Entwicklung sind nicht alle Systeme transparent und vertrauenswürdig. Einige Zertifizierungen setzen voraus, dass pflanzliche Rohstoffe mindestens teilweise aus ökologischem Anbau stammen. Manche Hersteller verzichten aus Kostengründen auf eine Zertifizierung, obwohl ihre Produkte den Anforderungen genügen. Die Vielfalt der Siegel gilt als verwirrend. Verschiedene Herstellerverbände und Siegelgeber bemühen sich um eine internationale Harmonisierung unter dem Dach des COSMOS-Standards.
Die gängigen Siegel BDIH „kontrollierte Naturkosmetik“, NATRUE und Ecocert haben ihren Ursprung in Branchenverbänden. Verbraucherschützer befürchten, dass wenn Herstellerverbände als Siegelgeber für ihre eigenen Mitgliedsunternehmen auftreten, eine unabhängige Zertifizierung gefährdet sein könnte.

### BDIH – Kontrollierte Naturkosmetik
Im Jahr 1999 entwickelte der Bundesverband Deutscher Industrie- und Handelsunternehmen für Arzneimittel, Reformwaren, Nahrungsergänzungsmittel und Körperpflegemittel (BDIH) in Anlehnung an eine Naturkosmetik-Definition des deutschen Bundesministeriums für Gesundheit eine Richtlinie und ein Gütesiegel „kontrollierte Naturkosmetik“. Die Standards des BDIH betreffen Gewinnung und Produktion der Rohstoffe, deren Verarbeitung zum Endprodukt und dessen Verkauf. Zu den Kriterien gehört u. a. die Herkunft von Rohstoffen möglichst aus ökologischer Landwirtschaft, Tierschutz, eine Positivliste erlaubter Rohstoffe und Verarbeitungsverfahren sowie der ausdrückliche Ausschluss einiger synthetischer Zusätze. Zur Gewährleistung der mikrobiologischen Sicherheit sind auch einige naturidentische Konservierungsmittel zugelassen. Unabhängige Institute sollen die Einhaltung der Kriterien prüfen.
Nach Angaben des BDIH gab es Anfang 2016 rund 200 Lizenznehmer und es waren bis dahin etwa 10.000 Produkte zertifiziert worden. Die Zertifizierung und Vermarktung der englischen Variante des Logos findet auf weltweiter Ebene durch die International Organic and Natural Cosmetics Corporation (IONC GmbH) statt.
Der Rat für Nachhaltige Entwicklung hat das Siegel geprüft und als eines von Dreien in den von ihm entwickelten „Nachhaltigen Warenkorb“ aufgenommen. Es erfülle, neben Nachhaltigkeitskriterien, ein Mindestmaß an Transparenz und Glaubwürdigkeit. Die Verbraucher Initiative sieht das Siegel als empfehlenswert an, der Vergabeprozess sei aber nicht transparent genug.

### Cosmos Standard
Der Cosmos Standard ist ein internationaler Naturkosmetikstandard, den der BDIH Anfang 2017 gemeinsam mit den europäischen Naturkosmetik-Verbänden Ecocert und Cosmebio aus Frankreich, ICEA aus Italien und Soil Association aus Großbritannien entwickelt hat, um einheitliche Kriterien festzulegen. Er speist sich deshalb aus den bisherigen Kriterien der fünf Zertifizierungsorganisationen. Der Vorstand besteht aus je einem Vertreter der fünf Gründungsorganisationen und wird von Harald Dittmar vom BDIH geleitet. Der Cosmos Standard vergibt zwei Siegel, die Zertifizierung Cosmos Natural für Naturkosmetik und die Zertifizierung Cosmos Organic für Biokosmetik. Derzeit tragen laut Verband über 18.000 Produkte in 60 Ländern das Cosmos Natural oder Cosmos Organic Siegel. Über 8.000 Bestandteile tragen die Cosmos Certified-Signatur, mit der einzelne Bestandteile und Rohstoffe zertifiziert werden können.

### NATRUE
Das seit Herbst 2008 bestehende NATRUE-Label der NATRUE – The International Association for Natural and Organic Cosmetics aus Brüssel bietet drei Qualitätsstufen an. Die Basisstufe Naturkosmetik (Natural cosmetics) definiert das Mindestniveau der erlaubten Bestandteile der zertifizierten Kosmetik. In der Stufe Naturkosmetik mit organischem Anteil (Natural cosmetics with organic portion) muss darüber hinaus der Bio-Anteil der Naturbestandteile eines Produktes mindestens 70 Prozent betragen, in der Stufe Biokosmetik (Organic cosmetics) mindestens 95 Prozent.
Die Produkte werden bei ihrer Zertifizierung in 13 Produkttypen eingeteilt. Je nach Produkttyp ergeben die Qualitätsstufen unterschiedliche Zusammensetzung von natürlichen, naturnahen und naturidentischen Inhaltsstoffen. Grundsätzlich dürfen gentechnisch veränderte Organismen (GMO) nicht eingesetzt werden. Eine Ausnahme sind rekombinante Enzyme, wenn Alternativen fehlen oder sie zur Verbesserung der Nachhaltigkeit dienen. In der ersten Qualitätsstufe Naturkosmetik gibt es einen Mindestgehalt an Naturstoffen, der je nach Produktkategorie und Zertifizierungsstufe meist von 15 % bis 30 % reicht. Für naturnahe Stoffe sind Höchstmengen festgelegt. Ferner sind naturidentische und naturnahe Konservierungsstoffe wie Benzylalkohol, Ameisensäure, Benzoesäure, Dehydracetsäure, ebenso wie Farbstoffe wie Aluminium-, Chrom- und andere Metallverbindungen wie Titandioxid zulässig. NATRUE-Produkte dürfen auch Palmöl, das nicht nach den Kriterien des RSPO zertifiziert ist, enthalten.
Weltweit tragen über 6000 Produkte das NATRUE-Siegel.

## Messen
Seit 2007 gibt es für Naturkosmetik eine eigenständige Fachmesse VIVANESS; davor war sie ein Teil der Messe BIOFACH.